# Sexmo del Río
El sexmo del Río es una división administrativa castellana de origen medieval perteneciente a la Comunidad de Villa y Tierra de Ayllón.
Los sexmos son una división administrativa que, en un principio, equivalía la unión de seis pueblos, generalmente comprendían una parte del término rural dependiente de una villa, rigiéndose en este caso por los Fueros de Ayllón.
El río al que hace referencia el nombre es el río Aguisejo, también llamado Grado o Ayllón, que fluye por los pueblos que conforman este territorio.

## Comunidad de Villa y Tierra de Ayllón
La segoviana Comunidad de Villa y Tierra de Ayllón, hoy fragmentada también por las provincias de Guadalajara y Soria, se divide en siete sexmos en activo, estos son:
- Sexmo de Torraño

- Sexmo de Valdeliceras

- Sexmo de la Transierra o Allendesierra

- Sexmo de Saldaña

- Sexmo de la Sierra

- Sexmo de Mazagatos o de Valdanzo
- Sexmo del Río

- Además de la propia villa de Ayllón

## Localidades del sexmo del Río
El sexmo del Río, parte de las Comunidades Segovianas, está constituido por los siguientes pueblos (a los que se suman sus despoblados):
- Estebanvela.

- Grado del Pico.

- Santibañez de Ayllón.

- Francos.

En el Censo de Pecheros de 1528 también se incluye en el sexmo al pueblo de Villacadima que pertenece sin embargo al Sexmo de la Transierra o Allendesierra.
Todas las localidades fueron anexionadas al municipio de Ayllón entre 1970 y 1980, perdiendo así sus ayuntamientos y capacidad de autogestión vigente desde el medievo.